# Marie-Blanche
Chansons représentant la France au Concours Eurovision de la chanson
Un jour, un enfant
(1969) Un jardin sur la Terre
(1971)
Marie-Blanche est une chanson interprétée par le chanteur français Guy Bonnet pour représenter la France au Concours Eurovision de la chanson 1970 qui se déroulait à Amsterdam, aux Pays-Bas.
Guy Bonnet avait déjà coécrit les paroles de La Source d'Isabelle Aubret en 1968. Il représentera de nouveau la France au concours en 1983 avec la chanson Vivre.
La chanson a également été enregistrée en italien sous le même titre.

## Paroles
La chanson est une ballade dans laquelle Guy Bonnet chante sur l'émerveillement du monde lorsque la personne du titre « Marie-Blanche », son amante, est avec lui.

## À l'Eurovision
Elle est intégralement interprétée en français, langue nationale, comme l'impose la règle entre 1966 et 1973. L'orchestre est dirigé par Franck Pourcel.
Lors de la soirée, la chanson passe en sixième position, après Jean Vallée qui représentait la Belgique avec Viens l'oublier et avant Mary Hopkin, candidate du Royaume-Uni avec Knock, Knock Who's There?. À l'issue du vote, elle obtient 8 points, se classant 4e (ex aequo avec l'Espagne et la Suisse) sur 12 chansons.

## Liste des titres
| A1. | Marie-Blanche              | Pierre-André Dousset | Guy Bonnet | 3:00 |
| B1. | L'Enfant et le Vieux Marin | Serge Lebrail        | Guy Bonnet | 2:45 |

| A1. | Marie-Blanche (version en italien) | Pierre-André Dousset, Sandro Tuminelli, Cino Tortorella | Guy Bonnet | 3:00 |
| B1. | Il bambino e il vecchio marinaio   | Serge Lebrail, Sandro Tuminelli, Cino Tortorella        | Guy Bonnet | 2:45 |

## Historique de sortie
| Pays                            | Date | Format   | Label |
| ------------------------------- | ---- | -------- | ----- |
| France Australie Espagne Italie | 1970 | 45 tours | Pathé |
| Norvège                         | 1970 | 45 tours | Odeon |